# اوبرن (ایلینوی)
اوبرن، ایلینوی (به انگلیسی: Auburn, Illinois) یک شهر در ایالات متحده آمریکا با جمعیت ۴٬۳۱۷ نفر است که در ایلی‌نوی واقع شده‌است.

## موقعیت جغرافیایی
موقعیت جغرافیایی شهرها و مناطق اطراف به شرح زیر است: